# Corynethrix obscura
Corynethrix obscura är en spindelart som beskrevs av Ludwig Carl Christian Koch 1876. Corynethrix obscura ingår i släktet Corynethrix och familjen krabbspindlar.
Artens utbredningsområde är Queensland. Inga underarter finns listade i Catalogue of Life.